# Pösigk

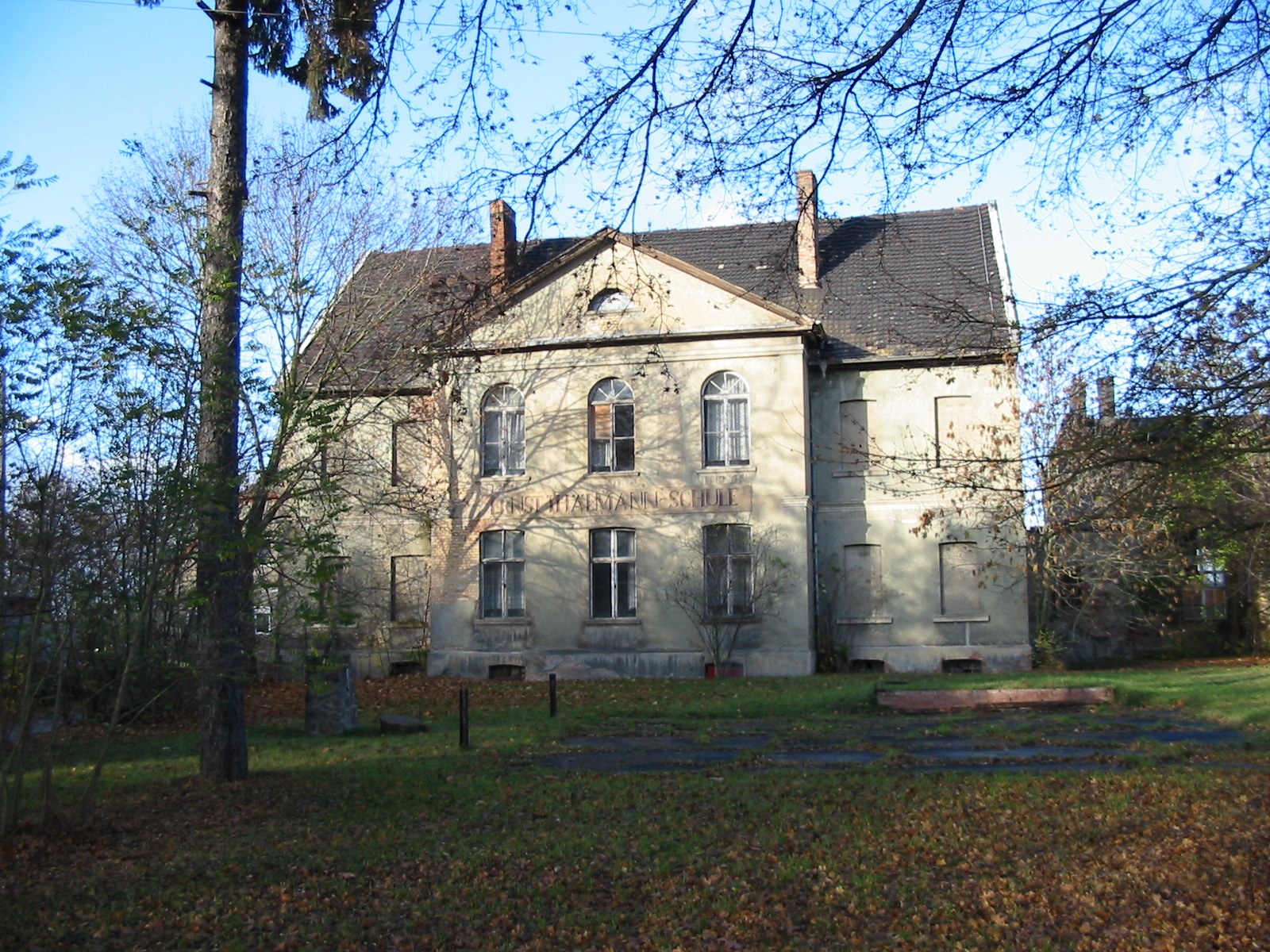
Pösigk, ehemaliges Gutshaus, später Schule

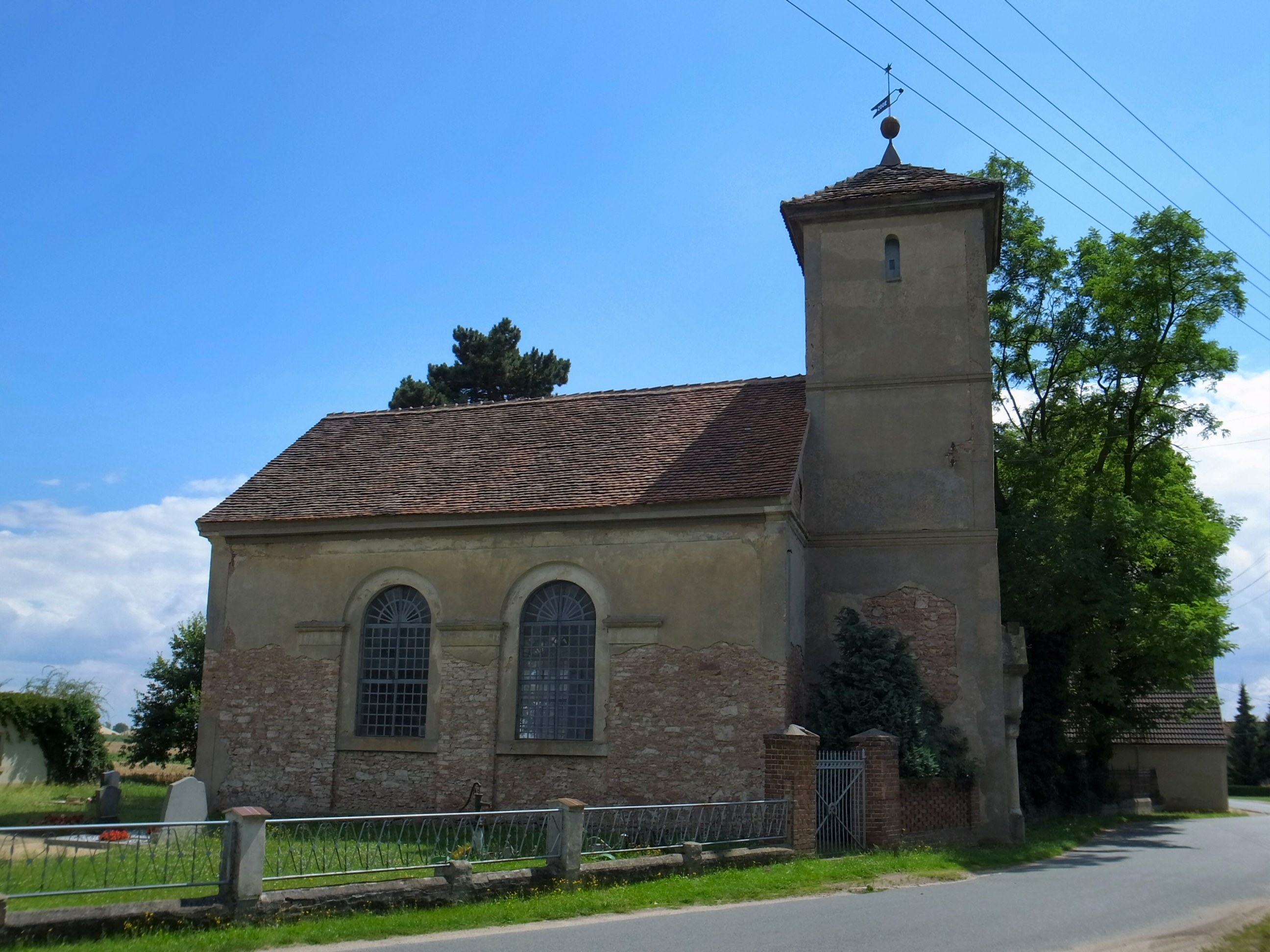
Pösigk, Kapelle

Pösigk ist ein Ortsteil  der Stadt Südliches Anhalt im Landkreis Anhalt-Bitterfeld in Sachsen-Anhalt. Er gehört zur Ortschaft Prosigk.

## Geografie
Das Dorf Pösigk liegt zwischen der Kreisstadt Köthen (Anhalt) im Nordwesten und Bitterfeld-Wolfen im Südosten.

## Geschichte
Im Gegensatz zu den meisten Orten der heutigen Stadt Südliches Anhalt gehörte Pösigk nicht zum Fürstentum Anhalt, obwohl es mitten in dem Gebiet lag. Als Exklave war der Ort bis 1815 dem kursächsischen Amt Bitterfeld angegliedert. Durch die Beschlüsse des Wiener Kongresses kam er zu Preußen und wurde 1816 dem Kreis Bitterfeld im Regierungsbezirk Merseburg der Provinz Sachsen zugeteilt, zu dem er seitdem als Exklave gehörte.
Das Rittergut Pösigk wurde 1765 vom Dübener Amtmann Christian Gotthelf Benemann († 1802) erworben.
Am 1. April 1942 wurden bei einem Gebietsaustausch zwischen den Freistaaten Preußen und Anhalt die preußischen Exklavenorte  Möst bei Schierau, Pösigk, Priorau, Repau und Schierau mit dem Grenzort Goltewitz dem anhaltischen Landkreis Dessau-Köthen zugeordnet. Im Gegenzug kam der anhaltische Grenzort Wadendorf zum preußischen Landkreis Bitterfeld.
Pösigk wurde am 1. Juli 1950 nach  Cosa eingemeindet. Die Gemeinde Cosa mit den Ortsteilen Cosa, Pösigk und Ziebigk wurde am 1. Januar 2005 in die Gemeinde Prosigk (mit den Ortsteilen Prosigk und Fernsdorf) eingegliedert. Prosigk wiederum war bis zur Neubildung der Einheitsgemeinde Südliches Anhalt am 1. Januar 2010 eine selbständige Gemeinde in der Verwaltungsgemeinschaft Südliches Anhalt mit den zugehörigen Ortsteilen Cosa, Fernsdorf, Pösigk, Prosigk und Ziebigk. Seitdem ist Pösigk ein Ortsteil innerhalb der Ortschaft Prosigk der Stadt Südliches Anhalt.

## Verkehrsanbindung
Westlich von Pösigk verläuft die Bundesstraße 183 von Bitterfeld-Wolfen nach Köthen (Anhalt).